# Holzendorfer See (Kuhlen-Wendorf)
Koordinaten: 53° 40′ 59″ N, 11° 38′ 1″ O
Der Holzendorfer See ist ein fast vollständig verlandeter See in der Gemeinde Kuhlen-Wendorf im Landkreis Ludwigslust-Parchim in Mecklenburg-Vorpommern.
Die bei den Ortsteilen Holzendorf und Müsselmow liegende vermoorte Fläche befindet sich in einem Seitental der Warnow und wird von der Göwe durchflossen. Das etwa 40 Hektar große Gebiet ist eine Teilfläche des Naturschutzgebiets Warnowseen. Im nordöstlichen Bereich der Schutzfläche ist ein etwa 0,9 Hektar großer Restsee erhalten, der über einen Graben mit der Göwe in Verbindung steht.
Der Holzendorfer See entstand durch Abschmelzen einer übersandeten Toteisform südlich eines Endmoränenlobus des Pommerschen Stadiums der Weichseleiszeit. Um 1770 wurde der Verlauf der Göwe um den See herum verlegt, 1969 erfolgte die Rückverlegung. Die Regulierungen und die damit verbundenen Wasserstandsabsenkungen führten zur beschleunigten Verlandung des Sees. Auf feuchten bis nassen eutrophen Torfböden im zentralen Bereich wächst heute ein Sumpfseggen-Schilf-Landröhricht. Vereinzelt kommen Rispen-Seggen und
Grauweiden vor. Die Ränder sind, außer im Nordosten, mit Erlenbruchwald bewachsen.